# All Shall Fall
All Shall Fall — восьмой полноформатный студийный альбом норвежской блэк-метал-группы Immortal, выпущенный в 2009 году лейблом Nuclear Blast.
Последний альбом, в записи которого принимал участие вокалист и гитарист Аббат до его ухода из группы в марте 2015.
В январе 2008 Immortal начали репетировать и записывать материал для нового альбома. Потратив в том году много времени на концертные выступления, группа начала запись альбома в апреле 2009 года одновременно в двух студиях, Grieghallen и The Abyss. Через месяц запись была уже закончена и на сайте группы было объявлено название нового альбома.

## Список композиций
Автор всей музыки — Abbath, автор всех текстов — Demonaz.
1. «All Shall Fall» — 5:57
2. «The Rise of Darkness» — 5:47
3. «Hordes to War» — 4:32
4. «Norden on Fire» — 6:15
5. «Arctic Swarm» — 4:01
6. «Mount North» — 5:07
7. «Unearthly Kingdom» — 8:30

## Над альбомом работали
Члены группы
- Abbath — гитара, вокал
- Apollyon — бас
- Horgh — ударные
- Demonaz — тексты песен

Технический персонал
- Продюсирование — Immortal & Петер Тэгтгрен
- Звукоинженер — Эйрик Хундвин (норв. Eirik Hundvin)
- Микширование Петер Тэгтгрен

+
- Pär Olofsson — обложка и оформление
- Are Mundal — вступление для композиции «Unearthly Kingdom»

## Позиции в чартах
| Chart (2009)             | Высшая позиция |
| ------------------------ | -------------- |
| Финский чарт альбомов    | 20             |
| Норвежский чарт альбомов | 21             |
| US Billboard 200         | 162            |